# 17 Again
17 Again (bra: 17 Outra Vez; prt: 17 Anos, Outra Vez!) é um filme americano de 2009, uma comédia da New Line Cinema estrelada por Matthew Perry e Zac Efron, e dirigida por Burr Steers.  Foi lançado em 17 de abril de 2009 nos Estados Unidos, 10 de julho de 2009 no Brasil e em 6 de agosto de 2009 em Portugal.

## Sinopse
O filme começa em 1989, com Mike O'Donnell quando jovem popular no colegial, que tinha um futuro promissor por seu talento com o basquete. Mas no jogo de basquete mais importante, que o levaria a faculdade e a uma carreira futura, ele recebe uma notícia de sua namorada: ela está grávida. Com isso, Mike decide se casar com ela para cuidar da criança, e abandona o jogo.
20 anos depois, já adulto, por viver em eterna frustração em pensar no que ele poderia ter tido e vivido se não tivesse perdido a oportunidade do jogo, Mike deixa o desfrutar da sua família. Sua mulher o está colocando para fora de casa, seus filhos estão distantes dele e ele não ganhou a promoção de sua vida. Com sua vida desmoronando, volta a escola para relembrar o seu momento de glória, olha para sua foto e de repente aparece um zelador, seu espírito guia, que pergunta se Mike desejava voltar ao seu momento. Depois de um tempo, ele cai de uma ponte e, quando se olha no espelho, se vê com 17 anos, na atualidade.
A partir disto, ele decide retomar o momento perdido, mas antes, com a ajuda de seu melhor amigo, Ned, um nerd rico que dá tom cômico ao filme em muitos momentos, volta ao colégio, que é o mesmo onde seus filhos estudam.
Ele passa então a ver o que seus filhos passam na escola e os ajuda, e também aprende sobre sua família, se tornando amigo de seu filho e intervindo contra o namoro de sua filha com um garoto da escola que quer aproveitar-se dela. Ele faz assim tudo o que deveria ter feito antes, e isso o aproxima da sua família, fazendo-o lhe dar maior valor. No final, ele acaba desistindo novamente do jogo para voltar a ter sua família.

## Elenco
- Matthew Perry - Mike O'Donnell (37 anos)
- Zac Efron - Mike O'Donnell (17 anos)
- Michelle Trachtenberg - Margaret Sarah O'Donnell 'Maggie'
- Thomas Lennon - Ned (37 anos)
- Katerina Graham - Jaime
- Brian Doyle-Murray - Janitor
- Sterling Knight - Alex O'Donnell
- Leslie Mann - Scarlett
- Allison Miller - Scarlett (17 anos)
- Tyler Steelman - Ned (17 anos)
- Hunter Parrish - Stan
- Melora Hardin - Sra. Masterson
- Josie Loren - Nicole

## Recepção
17 Again teve recepção mista por parte da crítica de cinema. Com base em 27 avaliações profissionais alcançou uma pontuação de 48% no Metacritic. Em avaliações mistas, do The Hollywood Reporter, Kirk Honeycutt disse: "Funciona melhor do que você pode imaginar, por vezes, mas tropeça desajeitadamente outras vezes. A desigualdade na escrita é acompanhada por um exagero do diretor em certas sequências cômicas."
Do Austin Chronicle, Marjorie Baumgarten: "Embora permanecendo doce e elegante, Efron, em seu primeiro longa-metragem em que não canta e dança prova que ele tem uma presença de tela agradável e cinética, embora sua capacidade de nos convencer de que ele é realmente um cara de 37 anos dentro de um corpo de 17 anos é dramaticamente duvidosa."
ReelViews, James Berardinelli: "O filme não chega perto à comédia pseudo-incesto familiar flertada como "Back to the Future". Que aparentemente, é considerado muito perturbador para o público de hoje. Então, 17 Again não é muito inteligente no toque em torno destas questões."
The New York Times, Manohla Dargis: "O diretor Burr Steers, cujos outros créditos incluem "Igby Goes Down" e economias direcionadas para programas de TV, mantém as pessoas e as coisas se movendo rápido o suficiente para que você não tenha tempo para se preocupar com os detalhes, como a inanidade da história."

## Trilha sonora
1. "On My Own" por Vincent Vincent e The Villains
2. "Can't Say No" por The Helio Sequence
3. "L.E.S. Artistes" por Santigold
4. "Naïve" por The Kooks
5. "This Is Love" por Toby Lightman
6. "You Really Wake Up the Love in Me" por The Duke Spirit
7. "The Greatest" por Cat Power
8. "Rich Girls" por The Virgins
9. "This Is for Real" por Motion City Soundtrack
10. "Drop" por Ying Yang Twins
11. "Cherish" por Kool & The Gang
12. "Bust a Move" por Young MC
13. "Danger Zone" por Kenny Loggins (de Top Gun)

### Músicas adicionais
1. "Kid" por The Pretenders
2. "Nookie" por Limp Bizkit
3. "The Underdog" por Spoon
4. "High School Never Ends" por Bowling for Soup (utilizada no trailer e comercial)
5. "Push It Fergasonic (DJ Axel Mashup)" por Fergie, Salt N' Pepa e JJ Fad.